# Гадаму
Гадаму або Гад (хурит. змія) — морський дракон або велика морська змія з хуритської та хетської міфології, який завдав біди на Східному Середземноморському узбережжі. Син Кумарбі та Шертапшурухи, доньки Великого Моря (Кіаше). Його хетським аналогом був також Іллуянка.

## Історія
Народжений від союзу Кумарбі та Шертапшурухи, він дуже швидко ріс і мав величезний апетит, пожираючи тисячі волів, коней, козенят і ягнят. 
Міста, спустошені через Гедаму, що випливає з моря, помічає Інанна яка попереджає Тешуба (Таргунта, який проливає сльози після отримання цієї новини. Еа запитує Кумарбі, чому він хоче знищити людей. Кумарбі, побачивши, що Еа також проти нього, вирішує покликати Море і посилає свого посланця Микішану. Море приходить до нього річкою під землею. Зміст зустрічі невідомий, мабуть, бояться блискавки Тешуба. 
У міфі Інанна наступного разу з’являється оголеною та в супроводі своїх служниць на березі моря. Гадаму, який спочатку хоче її зжерти, піддається її чарам і вибирається з води на берег, де, ймовірно, зазнає поразки. Після цієї битви на землі з'явились змії.
Міф про Гадаму містить деякі паралелі з міфом про Уллікуммі та про Угаритського бога Яму.